# Halex Fossae
Le Halex Fossae sono una struttura geologica della superficie di Marte.